# Cyphoidris exalta
Cyphoidris exalta är en myrart som beskrevs av Bolton 1981. Cyphoidris exalta ingår i släktet Cyphoidris och familjen myror. Inga underarter finns listade i Catalogue of Life.

## Bildgalleri

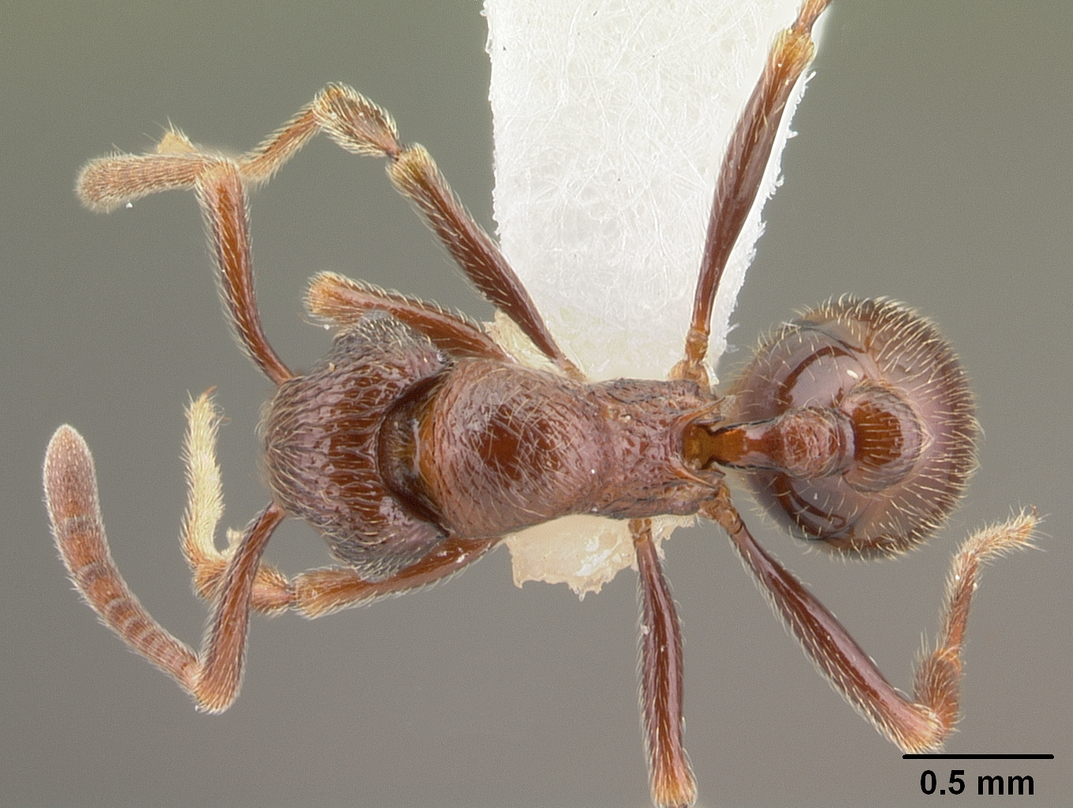
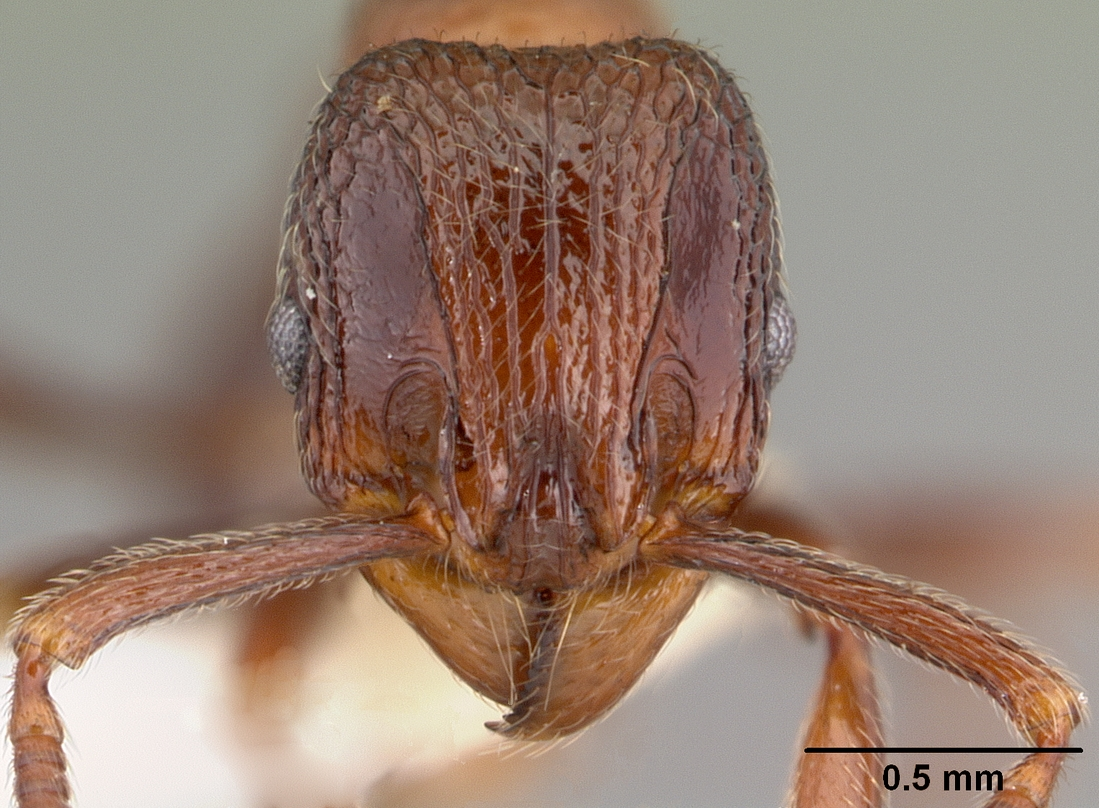
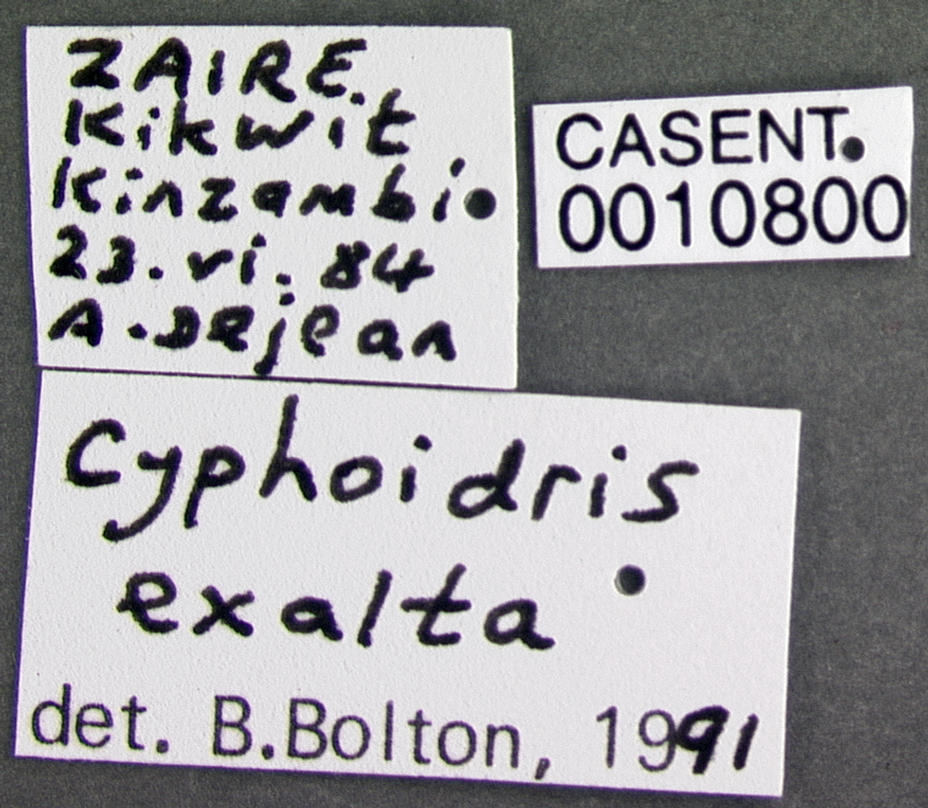
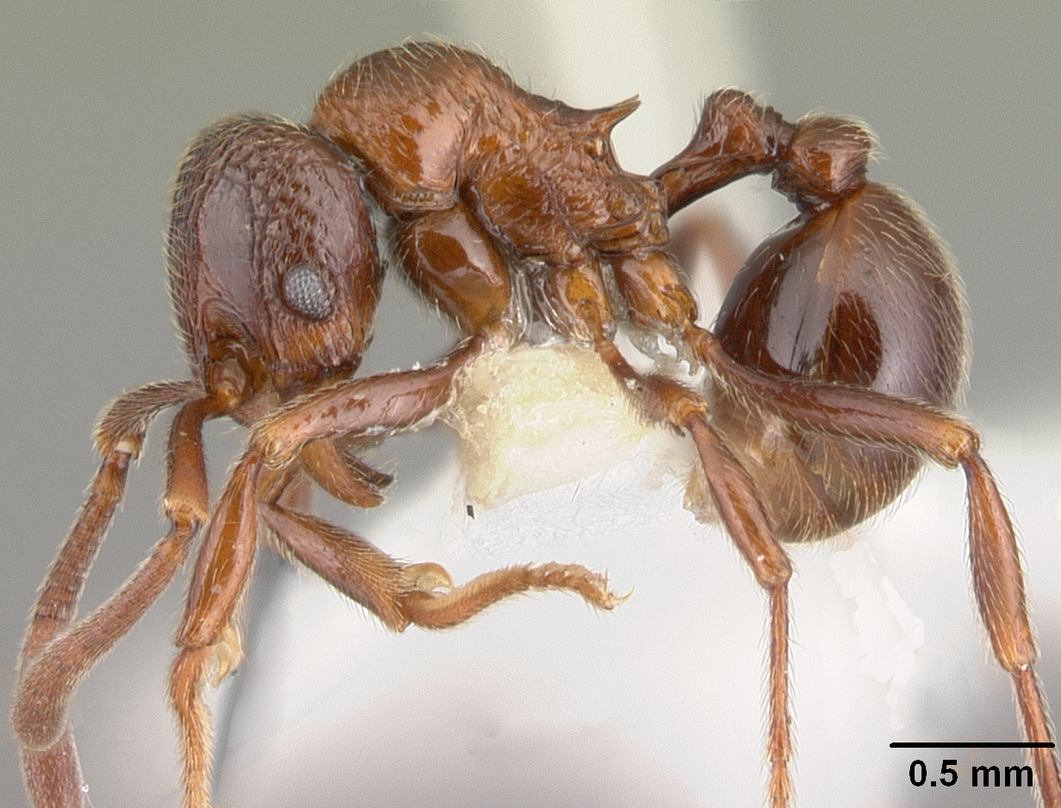
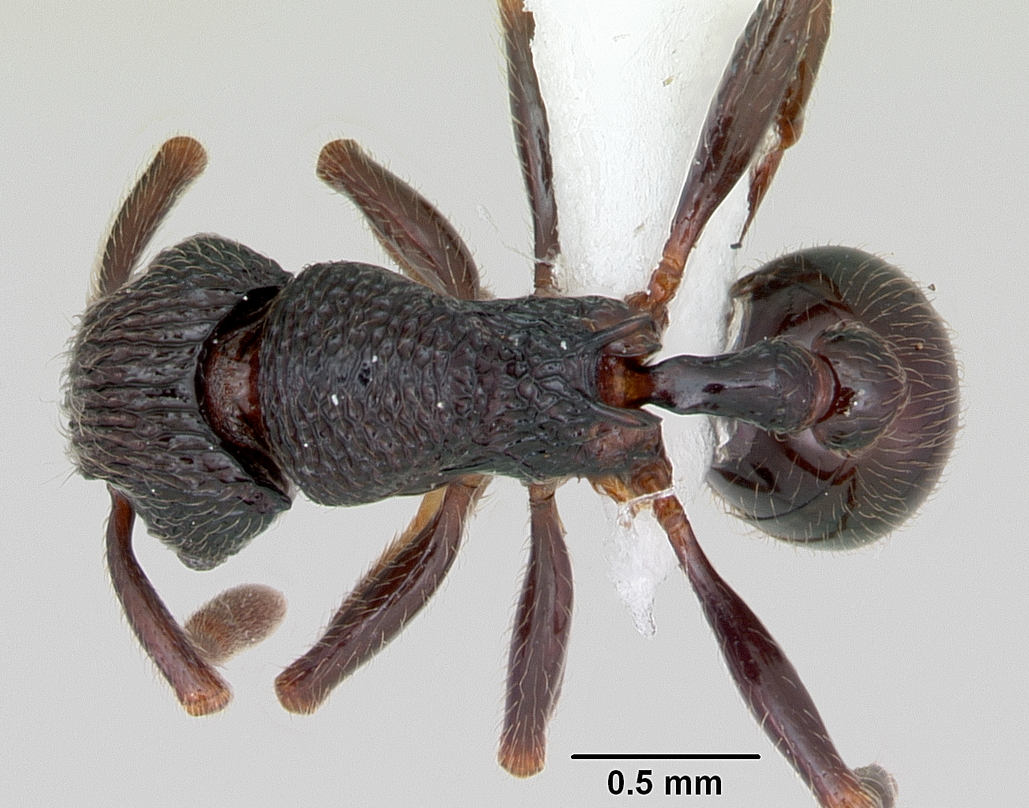
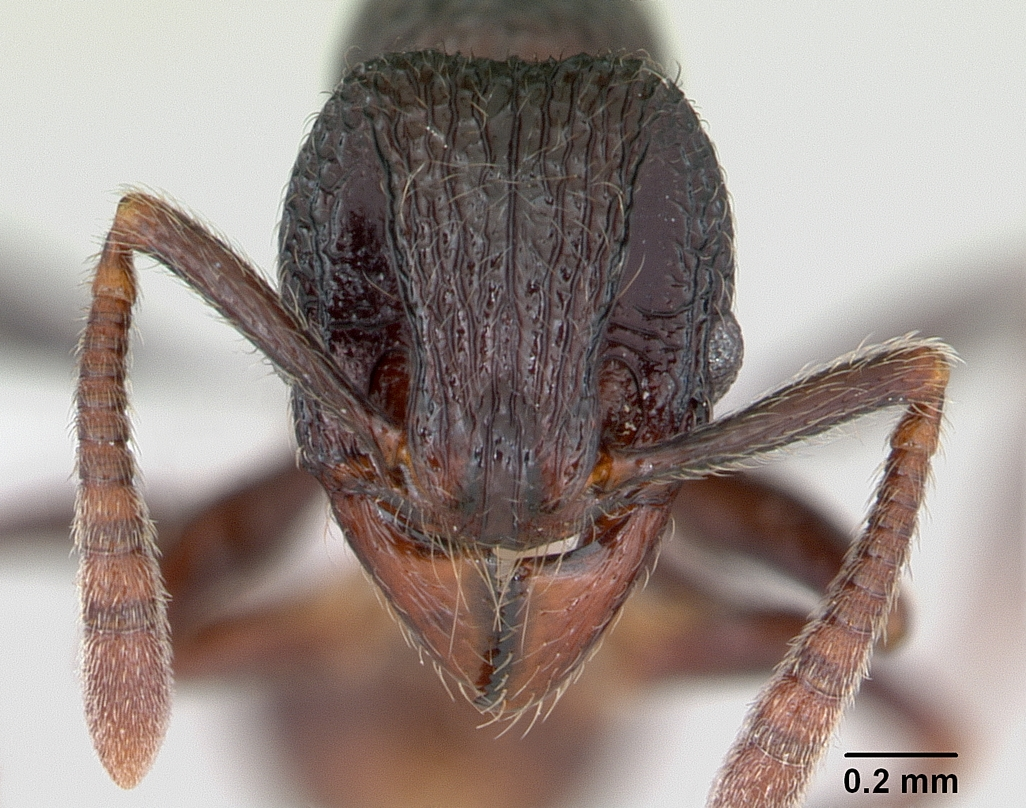